# Aubert de Cambrai
Pour les articles homonymes, voir Aubert et Saint-Aubert.
Aubert de Cambrai (né à Haucourt 600 env. - Cambrai, c. 669).
Saint Aubert (Aubertus, Autbertus) avait un lien familier avec le roi Dagobert Ier. Il devint moine à l'abbaye de Luxeuil. Il a commencé la construction de l'abbaye de Saint-Vaast. En 633, Saint Aubert devint évêque d'Arras et de Cambrai. Il a fondé plusieurs monastères en Flandre et en Hainaut. Il est le patron des boulangers. Sa fête est le 15 décembre.
Dans l'église Saint-Nicolas-en-Cité d'Arras, un vitrail a pour sujet : « Saint Aubert guidant saint Omer aveugle préside à la translation des reliques de saint Vaast, 668 ».
Son reliquaire est conservé dans la cathédrale Notre-Dame-et-Saint-Vaast d'Arras.

## Disciples
- Saint Landelin
- Vindicien d'Arras
- Ghislain de Mons